# Píla (Žarnovica)
|  | Per a altres significats, vegeu «Píla». |

Píla és un poble i municipi d'Eslovàquia que es troba a la regió de Banská Bystrica.

## Història
La primera menció escrita de la vila es remunta al 1534.

## Demografia
| Godina             | 1994 | 2004    | 2014   | 2024   |
| ------------------ | ---- | ------- | ------ | ------ |
| Nombre de persones | 175  | 146     | 142    | 130    |
| Diferència         |      | −16,57% | −2,73% | −8,45% |

| Godina             | 2023 | 2024   |
| ------------------ | ---- | ------ |
| Nombre de persones | 126  | 130    |
| Diferència         |      | +3,17% |